# دولت‌آباد (مشگین‌شهر)
دولت‌آباد روستایی است که در استان اردبیل، شهرستان مشگین‌شهر، بخش مرکزی، دهستان مشگین شرقی قرار دارد.

## جمعیت
بر اساس سرشماری سال ۱۳۸۵ جمعیت این روستا ۱۳۱۵ نفر با ۳۳۴ خانوار بوده‌است.